# ميتاكسالون
ميتاكسالون(Metaxalone)، الذي يُباع تحت الاسم التجاري Skelaxin من بين أسماء أخرى، هو مرخي للعضلات يستخدم لعلاج الألم الناتج عن أمراض العضلات و العظام [الإنجليزية] .  ولم يثبت أنه مفيد في حالات الشلل الدماغي.  و يؤخذ عن طريق الفم.  يمكن استخدامه مع الراحة و العلاج الطبيعي.. 
وتشمل الآثار الجانبية الشائعة له: النعاس، و الدوخة، و الصداع، و الغثيان، و التهيج.  قد تشمل الآثار الجانبية الأخرى أيضا: الحساسية المفرطة و الطفح الجلدي و اليرقان و متلازمة السيروتونين و انخفاض خلايا الدم.  السلامة أثناء الحمل ليست واضحة.  و لا يُعرف بالضبط كيف يعمل، ولكن قد يكون ذلك بسبب الاكتئاب العام في الجهاز العصبي المركزي. 
ووفق على ميتاكسالون للاستخدام الطبي في الولايات المتحدة في عام 1962.  و تبلغ تكلفة 30 قرصًا حوالي 24 دولارًا أمريكيًا.  ومع ذلك، لا ينصح به عمومًا. 